# 熊本市立池田小学校
熊本市立池田小学校（くまもとしりつ いけだしょうがっこう）は、熊本県熊本市西区池田一丁目にある公立小学校。

## 沿革
- 1873年（明治6年） - 富長小学校設置（池田村富尾区前畑）[1][2][3]
- 1887年（明治20年） - 池田尋常小学校に改称（池田村西原区迎原に移設）[4]
- 1908年（明治41年） - 池田尋常小学校代用附属小学校に改称
- 1921年（大正10年） - 熊本市立池田尋常高等小学校に改称
- 1927年（昭和2年）  - 池田町岩立に移設（現在地）
- 1929年（昭和4年） - 熊本市立池田尋常高等小学校代用附属小学校に改称
- 1941年（昭和16年） - 池田国民学校に改称
- 1947年（昭和22年） - 熊本市立池田小学校に改称
- 1967年（昭和42年） - 熊本市立高平台小学校を分離

## 校訓
- 自主 - 何事も自分から進んでやる子ども　自分のことは自分で責任をもつ子ども　自分を自律することのできる子ども
- 創造 - よく考える子ども　人の模倣でなく新しいものをつくりだす子ども　自分の短所をおぎない長所を伸ばす子ども
- 協同 - 助け合って仕事をする子ども　思いやりのある子ども　世界の人々と助け合う子ども

## 歴代校長
- 1887年（明治20年） - 初代校長

## 委員会
- 企画委員会
- 生活委員会
- 体育委員会
- 図書委員会
- 保健委員会
- 給食委員会
- 安全委員会
- 音楽委員会
- 緑化委員会
- 掲示・環境委員会

## 部活動

### 運動部
- サッカー部
- 野球部
- バレーボール部
- バスケットボール部

### 文化部
- 合唱部

## 著名な出身者
- 福田沙紀（女優）

## 学校周辺
- 熊本電気鉄道菊池線 韓々坂駅
- 九州旅客鉄道鹿児島本線・熊本電気鉄道菊池線 上熊本駅
- 熊本市電 上熊本電停
- 産交バス・熊本都市バス 岩立小路バス停
- 熊本大学教育学部附属小学校・中学校

## 文献
- 『新熊本市史』 　1993年　第1巻　絵図地図（下）新熊本市史編纂委員会　熊本市　飽田郡池田村
- 『池田校創立百周年記念誌』 　1974年　熊本市立池田小学校
- 『池田読本』 　1974年　熊本市池田小学校